# کنزو تانیگوچی
کنزو تانیگوچی (انگلیسی: Kenzo Taniguchi؛ زادهٔ ۱۵ سپتامبر ۱۹۸۸) بازیکن فوتبال اهل ژاپن است.
از باشگاه‌هایی که در آن بازی کرده‌است می‌توان به باشگاه فوتبال ساگان توسو اشاره کرد.